# Depeche Mode
Depeche Mode (рус. Де́пеш мод, в переводе с фр. — «Вестник моды») — британский музыкальный коллектив, представляющий электронную музыку и образовавшийся в 1980 году в городе Базилдон (графство Эссекс). Группа создала собственный узнаваемый стиль, совмещая элементы электронной и рок-музыки.
2 ноября 2006 года Depeche Mode победили в номинации «Лучшая группа» на церемонии MTV Europe Music Awards. К 2011 году было продано около 115 миллионов копий альбомов Depeche Mode, а 44 сингла попали в британский хит-парад. Журнал Q назвал Depeche Mode «самой популярной группой электронной музыки, которую только знал мир» и включил в список «50 групп, которые изменили мир!». В 2010 году музыкальный канал VH1 поставил Depeche Mode на 98-е место в списке «100 величайших исполнителей всех времён». В 2016 году Depeche Mode были номинированы на включение в «Зал славы рок-н-ролла», а в 2020 году были включены в него.
Depeche Mode были образованы в 1980 как квартет, в его состав входили Дэйв Гаан (основной вокалист), Мартин Гор (клавишные, гитара, бэк-вокал, вокал), Энди Флетчер (клавишные) и Винс Кларк (клавишные). Винс Кларк покинул группу после выхода дебютного альбома в 1981 году. Его место занял Алан Уайлдер (клавишные, ударные, бэк-вокал), который играл в группе с 1982 по 1995 год. Последние альбомы группы в 1980-х, Black Celebration и Music For The Masses, сделали Depeche Mode доминирующей группой на сцене электронной музыки. Ярким событием этой эпохи стал концерт группы в 1988 году на стадионе Роуз Боул, который посетило около 80 000 человек. В начале 1990 года вышел альбом Violator, который получил международный успех и стал самым продаваемым альбомом Depeche Mode. Следующий альбом Songs of Faith and Devotion, вышедший в 1993 году, наряду с Violator стал одним из самых успешных альбомов группы. Запись альбома проводилась в напряжённой обстановке и сопровождалась разногласиями, которые привели к уходу Алана Уайлдера из группы в 1995 году. После ухода Уайлдера и до смерти Флетчера в 2022 году коллектив оформился как трио: Гаан, Гор и Флетчер. С того момента коллектив выпустил ещё 6 альбомов и выпускает их по сей день.
На творчество Depeche Mode оказали влияние немецкие пионеры электронной музыки Kraftwerk. Позже Depeche Mode сами оказали значительное влияние на многих исполнителей, в основном благодаря своей технике звукозаписи и инновационному использованию семплирования. Несмотря на то, что группа значительно повлияла на развитие современной танцевальной электронной музыки, её обычно причисляют к жанру «альтернативной музыки».

## История

### 1977—1980: Образование группы
Истоки Depeche Mode прослеживаются с 1977 года, когда Винс Кларк и Эндрю Флетчер создали группу No Romance in China, в которой Винс был вокалистом и гитаристом, а Эндрю — басистом. В 1978 году Кларк играл в группе The Plan вместе со своим школьным приятелем Робертом Марлоу (англ. Robert Marlow), который был вокалистом, а Кларк — гитаристом и клавишником. В это же время, в 1978—1979 годах, Мартин Гор в качестве гитариста участвовал в акустическом дуэте Norman and The Worms вместе со своим школьным другом Филипом Бёрдеттом (англ. Philip Burdett), который в настоящее время является фолк-певцом. В 1979 году Марлоу, Гор, Кларк и их приятель Пол Редмонд (англ. Paul Redmond) организовали группу The French Look: Марлоу — вокал/клавишные, Гор — гитара, Кларк и Редмонд — клавишные. Примерно через год, в марте 1980, Кларк, Гор и Флетчер создали новую группу Composition of Sound, в которой Кларк был вокалистом и гитаристом, Гор — клавишником, а Флетчер — басистом. The French Look и Composition of Sound однажды выступили совместно на концерте в июне 1980 года в молодёжном клубе школы Св. Николая (англ. St. Nicholas School Youth Club) города Саутенд-он-Си (англ. Southend-on-Sea), Эссекс.
Вскоре после образования Composition of Sound Кларк и Флетчер перешли на синтезаторы, зарабатывая деньги на их приобретение случайными заработками или занимая инструменты у друзей. Дэвид Гаан присоединился к группе в 1980 году, после того как Винс Кларк услышал его проникновенное исполнение песни Дэвида Боуи «Heroes» на одном из местных концертов. Так появился Depeche Mode. Новое название было взято у французского журнала мод Dépêche Mode, которое переводится как «Новинки моды», «Вестник моды» или «Последние вести моды», тем не менее название часто переводят неправильно: как «Быстрая мода», из-за путаницы с французским глаголом se dépêcher (спешить).

### 1981—1982: Первые успехи

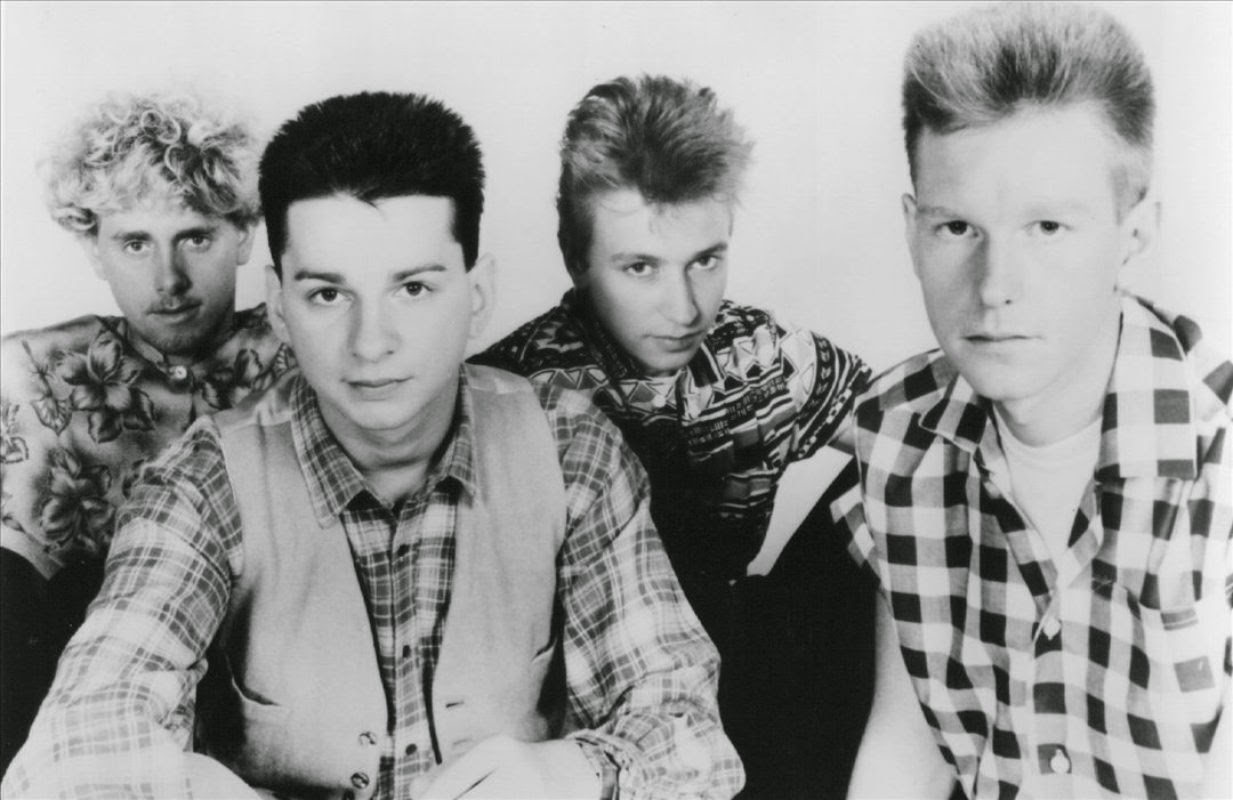
Depeche Mode в 1982 году.

После одного из выступлений в клубе «Бридж Хауз» (англ. Bridge House) группе сделал предложение Дэниел Миллер — основатель звукозаписывающей компании Mute Records, который хотел, чтобы они сделали дебютную запись для раскрутки его лейбла. Результатом этого устного контракта стала песня «Dreaming of Me», которая была выпущена в феврале 1981 года. Ей удалось достичь 57-го места в британских чартах. Вдохновлённая этим неожиданным успехом, группа записывает свой второй сингл «New Life», который значительно превзошёл первый, поднявшись до 11-й позиции. Через три месяца группа выпускает «Just Can’t Get Enough» — первый свой сингл, который вошёл в десятку лучших в Соединённом Королевстве, достигнув 8-го места. Эта запись во многих отношениях стала прорывом, и её успех проложил путь их дебютному альбому Speak & Spell, который вышел в ноябре 1981 года, в конечном итоге достигнув 10-го места среди альбомов в британских чартах. Критические отклики были разные. Журнал Melody Maker писал о нём следующее: «… великий альбом, именно такой, который они должны были записать, чтобы завоевать новую аудиторию и порадовать ненасытных фанатов», в то время как журнал Rolling Stone был более критичен, назвав его полным провалом.
Во время гастролей в поддержку альбома Винс Кларк начал высказывать своё недовольство по поводу направления, в котором развивается группа. Позднее он сказал: «никогда не было достаточно времени, чтобы сделать что-нибудь». В ноябре 1981 года Кларк объявил, что покидает группу. Кроме того, утверждалось, что Винс Кларк был болен во время гастролей, на что Дэйв Гаан спустя несколько лет сказал: «фигня это, если честно». Вскоре Кларк занялся другими проектами: совместно с блюзовой певицей Элисон Мойе он образовал дуэт Yazoo, а после его распада — Erasure с Энди Беллом.
В конце 1981 года участники группы разместили объявление в газете «Мелоди Мейкер» следующего содержания: «Нужен клавишник для устоявшейся группы — не для времяпрепровождения». На объявление откликнулся Алан Уайлдер, 22-летний клавишник из Западного Лондона, и после двух прослушиваний у Дэниела Миллера он был принят в качестве четвёртого участника группы. Однако, несмотря на это, Миллер сказал Алану, что ему нет необходимости принимать участие в записи текущего альбома. Первый музыкальный вклад в деятельность группы Алан внёс в 1983 году.
Второй альбом группы A Broken Frame вышел 27 сентября 1982 года. Этот альбом в целом выглядел как переходный. После ухода Кларка Мартин Гор стал основным и фактически единственным автором песен Depeche Mode. Теперь композиции стали более мрачными, указывая на то, в каком направлении группа будет работать в следующие годы.

### 1983—1988: Рост международной популярности

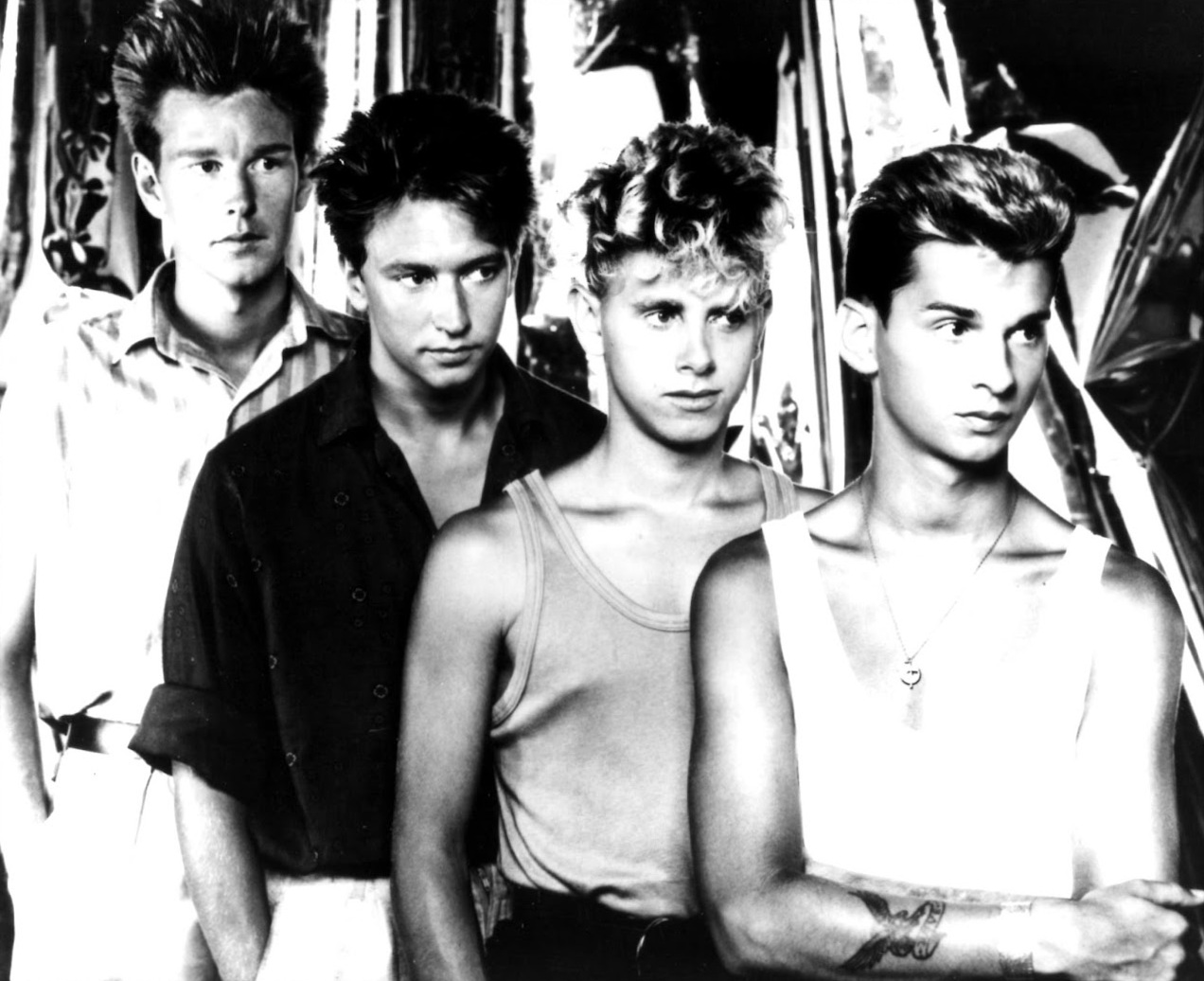
Depeche Mode в 1984 году

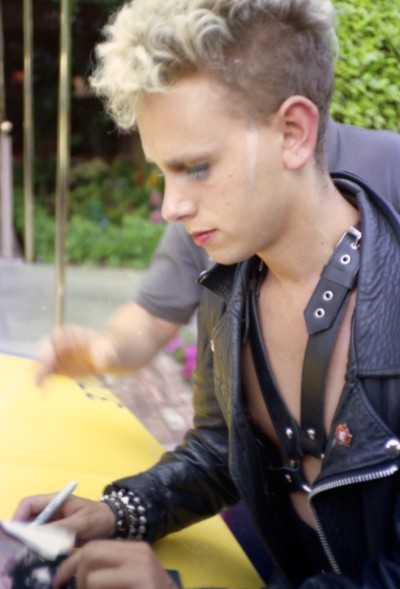
Мартин Гор в 1986 году

Для выпуска своего третьего альбома Construction Time Again, Depeche Mode приняли решение о работе с продюсером Гаретом Джонсом (англ. Gareth Jones), на студии Джона Фоккса (англ. John Foxx) The Garden. В альбоме произошло резкое изменение в звучании группы. Отчасти это объясняется использованием цифровых семплеров Synclavier и Emulator, в добавление к ранее использовавшимся аналоговым синтезаторам. Использовав шумы от повседневных предметов, группа создала электрический, «индустриальный» звук, схожий со звучанием таких групп, как Art of Noise и Einstürzende Neubauten. Хорошим примером нового звучания стал первый сингл этого альбома — «Everything Counts», комментарий по поводу жадности транснациональных компаний, который стал № 6 в Великобритании, а также вошёл в 30 лучших в Южной Африке, Швейцарии, Швеции и Западной Германии. Алан Уайлдер сочинил две песни для этого альбома (The Landscape is Changing, Two Minute Warning).
В первые годы своего существования Depeche Mode добились популярности только в Великобритании, Европе и в Австралии. Как бы то ни было, всё изменилось в марте 1984 года, когда они выпустили свой сингл «People Are People». Эта песня, посвящённая проблеме расизма, достигла 13-го места в американских чартах, 4-го места в чартах Великобритании и Швейцарии и стала первой достигшей 1-го места в хит-парадах (Германия). Стараясь извлечь максимальную выгоду из неожиданного успеха сингла, Sire Records, звукозаписывающая компания группы в Северной Америке, выпустила сборник с таким же названием. Через месяц группа закончила работу над альбомом Some Great Reward, который в целом был воспринят хорошо. Газета «Мелоди Мэйкер» заявила по поводу альбома следующее: «вы будете приятно удивлены тому, что происходит здесь, прямо у вас под носом». Some Great Reward показал, что группа экспериментирует со всё более мрачными темами, такими как нестандартные сексуальные отношения («Master and Servant»), внебрачные связи («Lie To Me»), несправедливый суд Всевышнего («Blasphemous Rumours»). Также в альбом вошла первая баллада Мартина Гора («Somebody») — идея, ставшая ключевой для всех последующих альбомов. Это был первый альбом Depeche Mode, вошедший в чарты США, а также в десятку лучших в некоторых странах Европы. Именно в этот период группа ассоциировалась с готической субкультурой, которая недавно зародилась в Британии и постепенно приобретала популярность в Соединённых Штатах. Там группа сначала приобрела известность благодаря студенческим радиостанциям и радиостанциям, транслирующим современный рок, таким как KROQ из Лос-Анджелеса и WLIR из Лонг-Айленда, Нью-Йорк, следовательно, они главным образом обратились явно к альтернативной аудитории. В этом плане группа резко контрастировала с ситуацией в Европе и Великобритании, несмотря на всё более мрачные и серьёзные тона в их песнях.
Наибольшие изменения Depeche Mode претерпели в 1986 году с выходом альбома Black Celebration и сопутствующего сингла «Stripped». Отказавшись, в основном, от «индустриального» звука, который был характерен для двух их предыдущих альбомов (но сохранив свой, зачастую образный, семплинг), группа представила тревожный, более атмосферный и текстурированный звук, сопровождающийся одними из самых безрадостных по сегодняшний день, проникающими в суть текстами, написанными Мартином Гором. Также в альбом вошёл переработанный вариант песни «Fly On The Windscreen», которая изначально вышла как сингл вместе с «It’s Called a Heart».
Клип на песню «A Question of Time», который снял режиссёр Антон Корбейн (англ. Anton Corbijn), положил начало длительным рабочим отношениям, которые продолжаются по настоящее время. Корбейн снял большинство, а точнее — 21 клип (последний — «Where’s the Revolution» — снят в 2017 году) и концертных записей группы, а также был дизайнером обложек большинства альбомов и синглов Depeche Mode.
Но самый главный и эпохальный период в истории группы был ещё впереди. 13 апреля 1987 года вышел сингл «Strangelove», видео для которого также сделал Антон Корбейн. Сингл занял 16 позицию в чартах UK, но для поклонников группы это было нечто особенное. Так группа не звучала ещё никогда в своей истории. С выходом «Strangelove» можно говорить о Depeche Mode как о классике электронной музыки. Летом, 24 августа 1987 года, вышел второй сингл — «Never Let Me Down Again», предваряющий новый, уже шестой по счёту, альбом группы, и по сей день остающийся у поклонников Depeche Mode одной из самых любимых композиций, которую многие называют лучшей песней группы. 28 сентября 1987 года выходит альбом Music for the Masses, который разошёлся миллионными тиражами. Альбом, наряду с предыдущим, является классикой группы. Осенью того же года начался тур For The Masses, который стартовал в Европе, а затем продолжился в Японии и в США. Завершился он 18 июня 1988 года легендарным, 101-м по счёту, концертом на стадионе Rose Bowl, Пасадина, Калифорния, где присутствовало 85 000 зрителей.

### 1989—1994: Два успешнейших альбома и уход Алана Уайлдера
В середине 1989 года группа начала записываться в Милане с продюсером Марком Эллисом, более известным как Флад (англ. Flood). Результатом этой сессии стал сингл «Personal Jesus», в котором Depeche Mode продемонстрировали запоминающееся, ритмичное звучание, радикально отличавшееся от того, что группа делала ранее. Перед выходом сингла в местных газетах, в разделах частных объявлений, появилась реклама со словами: «ваш собственный персональный Иисус». Позднее в рекламу был включён телефонный номер, позвонив по которому, можно было услышать эту песню. Разгоревшаяся вслед за этим полемика позволила синглу достичь 13-го места в Великобритании и стать одним из самых продаваемых синглов группы. В США он стал первым золотым синглом и первым попавшим в 40 хитов со времён выхода «People Are People», а также одним из самых продаваемых 12-дюймовых синглов в истории Warner Bros. Records. Кавер-версии этой песни были впоследствии выпущены такими исполнителями, как Джонни Кэш, Нина Хаген, Мэрилин Мэнсон, Хилари Дафф и др. В сентябре 2006 года по результатам опроса читателей британского ежемесячного журнала Q песня была названа в числе 100 лучших песен всех времён. Также песня входит в 500 лучших композиций всех времён по версии журнала Rolling Stone. В это время группа получает дополнительную известность в США, где их влияние на сцене техно- и хаус-музыки становится всё более признанным.
В феврале 1990 году выходит «Enjoy the Silence», ставший одним из самых успешных синглов группы, достиг 6-го места в британских чартах. Несколькими месяцами позже в США он стал первым (и единственным на сегодня) синглом Depeche Mode, который вошёл в первую десятку, достигнув 8-го места, кроме того, он стал вторым золотым синглом группы. В 1991 году «Enjoy the Silence» побеждает в номинации «Лучший британский сингл» на Brit Awards. Эта динамичная песня была задумана как медленная гипнотичная баллада в до-миноре. В демозаписи, которую принёс в группу автор песни Мартин Гор, был только его голос в сопровождении фисгармонии. Идея убыстрить запись пришла в голову Алану Уайлдеру. Группе этот вариант понравился, но автор песни некоторое время обижался и противился такой «обработке».
Раскручивая свой новый альбом Violator, они устроили раздачу автографов в музыкальном магазине Wherehouse Records в Лос-Анджелесе, что привлекло около 17 000 фанатов и чуть не стало причиной беспорядков. Violator смог войти в лучшую десятку в Великобритании и в США. Он также стал трижды платиновым в США с продажами более 3,5 миллионов копий. Последующий мировой тур стал ещё одним заметным успехом, когда 40 000 билетов на концерт на Giants Stadium в Нью-Йорке было продано в течение 8 часов, а на концерт на «Доджер-стэдиум» в Лос-Анджелесе 48 000 билетов разошлись меньше, чем за час. Два других сингла из этого альбома, «Policy of Truth» и «World in My Eyes», добились умеренного успеха в Великобритании.
В 1991 году Depeche Mode записали «Death’s Door» — одну из песен в саундтреке к фильму Вима Вендерса «Когда наступит конец света», а Алан Уайлдер записал для своего сольного проекта Recoil третий альбом Bloodline, который вышел в апреле 1992 года.
Значительные изменения стиля группы произошли в 1993 году с выходом восьмого альбома Songs of Faith and Devotion. В это время Depeche Mode находились под влиянием таких групп, как Nirvana и Jane's Addiction. В альбоме главный акцент сделан на инструментальные аранжировки, которые основаны, в основном, на сильно искажённом звучании электрогитары и живых барабанах (на которых играет Алан Уайлдер, чей дебют в качестве студийного барабанщика состоялся при записи песни «Clean» с альбома Violator), нежели на синтезаторах. К звучанию группы добавились живые струнные инструменты, ирландская волынка (англ. Uilleann pipes), а также женский вокал в стиле госпел.
Вслед за гранжевым синглом «I Feel You» альбом дебютировал на 1 месте и в США, и в Великобритании. Depeche Mode стали первой британской альтернативной группой, которая заняла первое место в чарте музыкальных альбомов Billboard 200. Затем последовало 14-месячное мировое турне Devotional. Оно было записано на видео, а позднее вышли концертное видео с таким же названием, который был номинирован на премию «Грэмми» и второй концертный альбом Songs of Faith and Devotion Live. К 1994 году Depeche Mode вошли в мировую элиту групп, собирающих стадионы, наряду с U2, R.E.M., INXS и The Rolling Stones. Несмотря на это, в группе нарастала напряжённость. Наркотическая зависимость Дейва Гаана от героина начала сказываться на его поведении, он стал более непредсказуемым и замкнутым. У Мартина Гора случилось несколько приступов ярости, и Энди Флетчер отказался участвовать во второй «экзотической» части турне, сославшись на «психологическую нестабильность». В этот период на сцене его заменил Дэрил Бамонт (англ. Daryl Bamonte), который работал с группой в качестве личного[чьего?] помощника уже много лет.

### 1995—2000: Продолжение успеха
В июне 1995 года Алан Уайлдер заявил, что покидает Depeche Mode, по его словам, «из-за растущей неудовлетворённости внутренними отношениями и рабочей обстановкой в группе». Он продолжил работу над своим персональным проектом Recoil, выпустив четвёртый альбом (Unsound Methods) в 1997 году. Уайлдер заявил, что он проделал львиную долю работы во время создания последних альбомов и что «этот вклад так и не получил того уважения и признания, которых заслуживал». После ухода Алана Уайлдера многие скептически относились к тому, что Depeche Mode будут записываться когда-либо снова. Психическое состояние Дейва Гаана и его пагубное пристрастие к наркотикам стали главной причиной беспокойства: чуть не ставшая смертельной передозировка наркотиков в лос-анджелесском отеле Sunset Marquis считается многими попыткой самоубийства, тем не менее Гаан неизменно это отрицает.
Несмотря на усиливающиеся личные проблемы Гаана, Гор неоднократно пытался в течение 1995—1996 годов убедить группу записываться снова. Тем не менее Гаан только изредка появлялся на запланированных сессиях, а когда всё-таки появлялся, ему требовались недели, чтобы записать какую-либо вокальную партию. Гор был вынужден задуматься о распаде группы и выпуске написанных им песен сольным альбомом. В конце концов беспокойство Гора оказалось безосновательным: в середине 1996 года Гаан начал проходить курс реабилитации от героиновой зависимости. После окончания Гааном курса реабилитации группа продолжила записываться с продюсером Тимом Сименоном (англ. Tim Simenon), и в следующем году был выпущен альбом Ultra, а также два предваряющих его сингла — «Barrel of a Gun» и «It’s No Good». Альбом вновь дебютировал на 1-м месте в Великобритании. Из-за напряжения, возникшего во время предыдущего мирового тура, было решено полностью отказаться от тура в поддержку альбома. В записи альбома Ultra принимал участие Яки Либецайт, бывший участник известной краут-рок-группы Can.
Второй сборник синглов The Singles 86>98 был выпущен в 1998 году. Выходу сборника предшествовал сингл «Only When I Lose Myself» который был записан во время сессий Ultra. В апреле 1998 года Depeche Mode провели пресс-конференцию в отеле Hyatt в Кёльне, чтобы объявить о начале The Singles Tour.

### 2001—2004:Exciter

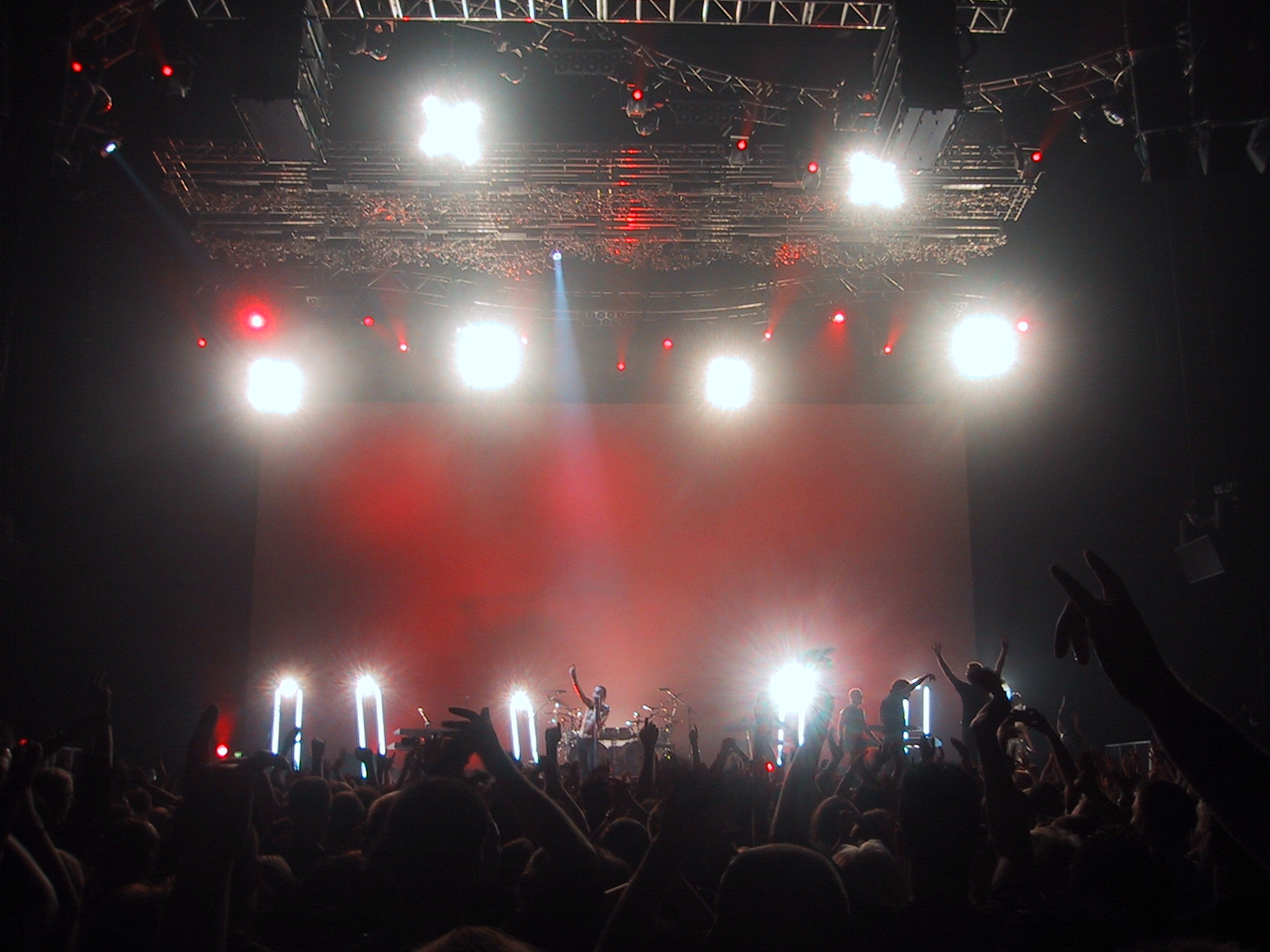
Концерт в Оберхаузене, 2001

В 2001 году Depeche Mode выпустили альбом Exciter, который был спродюсирован Марком Беллом (англ. Mark Bell), бывшим участником группы LFO. Белл представил минималистический, цифровой звук под влиянием таких жанров, как IDM и глитч. Критическая реакция на альбом была неоднозначной. Exciter получил довольно позитивные рецензии от некоторых журналов (британского NME, и от американских Rolling Stone и L.A. Weekly), но большинство других (включая Q, PopMatters, Pitchfork Media), а также многие поклонники, отмечали, что альбому недостаёт глубины, вдохновения и блеска. Exciter стал первым студийным альбомом Depeche Mode, который в чартах США достиг более высокого места, чем в Великобритании.
В марте 2001 года Depeche Mode провели пресс-конференцию в отеле Валентино в Гамбурге, чтобы объявить о начале нового мирового турне Exciter Tour, ставшего одним из самых успешных в истории Depeche Mode. Концерт проходивший в Париже в Palais Omnisports Paris-Bercy был снят, а затем выпущен в качестве концертного DVD под названием One Night in Paris.
В октябре 2002 года группа выигрывает премию «Innovation Award» журнала Q.
В 2003 году Дэйв Гаан выпустил свой первый сольный альбом Paper Monsters и отправился в концертный тур.
В 2003 году вышел второй сольный альбом Мартина Гора Counterfeit², а Энди Флетчер основал свой собственный лейбл Toast Hawaii, специализирующийся на продвижении электронной музыки.
В 2004 году выходит сборник ремиксов Remixes 81–04, в который вошли новые и неизданные промомиксы из синглов группы с 1981 по 2004 год. Майк Шинода сделал ремикс «Enjoy the Silence», выпущенный в качестве сингла под названием «Enjoy the Silence 04» и достигший 7-го места в британских чартах.

### 2005—2007:Playing the Angel

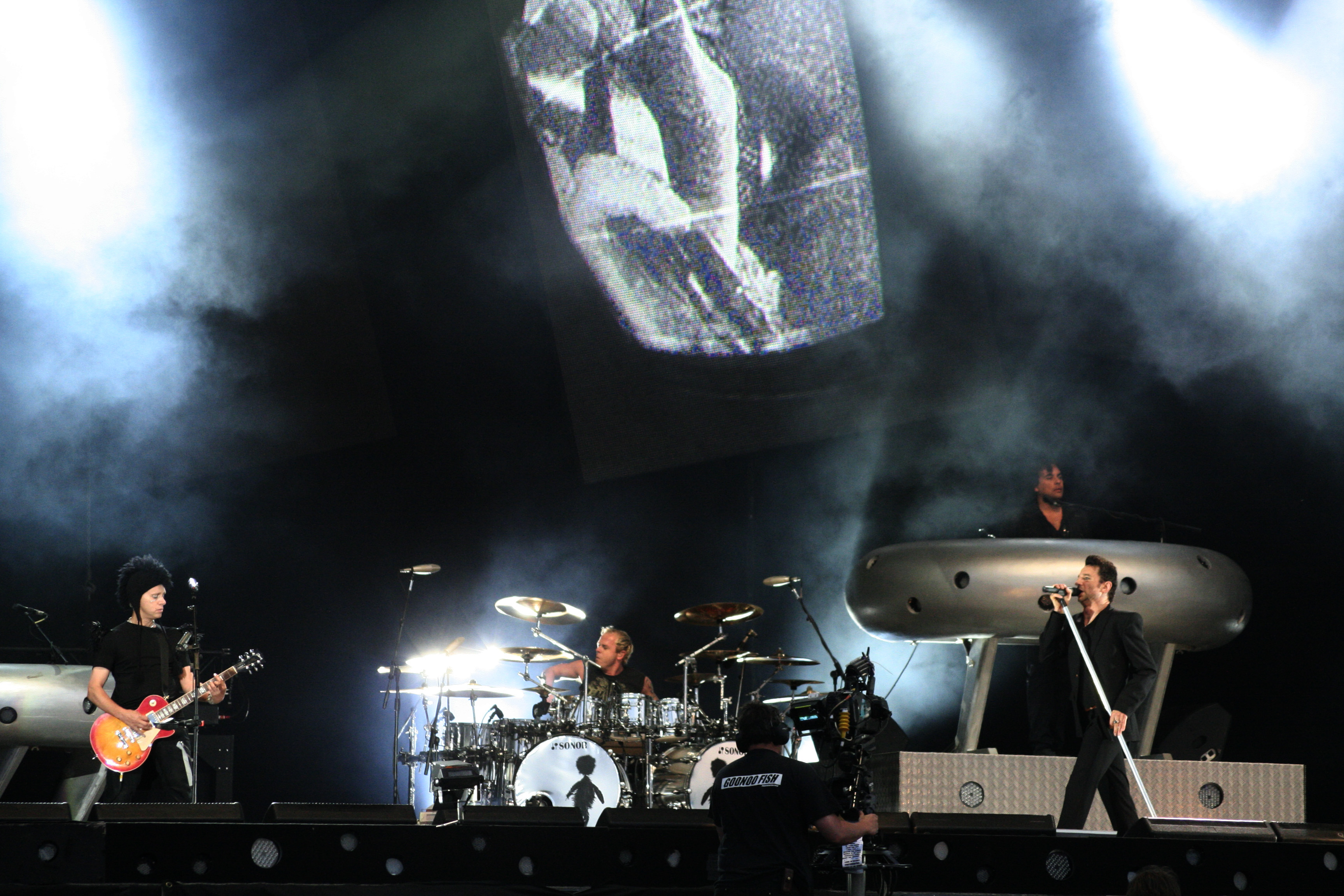
Depeche Mode на Wireless Festival в Лондоне, 2006

17 октября 2005 года Depeche Mode выпустили свой одиннадцатый студийный альбом Playing the Angel, получивший хорошие рецензии. Многие поклонники рассматривают этот альбом как возвращение группы в былую форму. Это первый альбом группы со времён Some Great Reward (1984 г.), в котором представлены песни, написанные не только Мартином Гором: автором текстов к трём песням («Suffer Well», «I Want It All» и «Nothing’s Impossible») стал Дейв Гаан, а музыки — Кристиан Айгнер и Эндрю Филлпотт.
В ноябре 2005 года, раскручивая свой альбом Playing the Angel, группа отправилась в мировое турне Touring the Angel, которое длилось до лета 2006 года. В общей сложности группа сыграла более чем для 2,8 миллиона человек в более 30 странах. Touring The Angel был признан критиками одним из самых кассовых туров 2005/06 годов.
Группа была хедлайнером на двух фестивалях в 2006 году, Coachella Valley Music and Arts Festival, в Калифорнии, и O2 Wireless Festival, который проходил в последние выходные июня в лондонском Гайд-парке. 25 сентября 2006 года вышел концертный альбом Touring The Angel: Live In Milan, срежиссированный Блю Личем (англ. Blue Leach) и записанный 18 и 19 февраля 2006 года в Миланском Fila Forum. Альбом состоит из двух DVD и одного CD. Первый DVD содержит полный концерт и две дополнительные концертные записи песен «A Question of Lust» и «Damaged People». На втором DVD — 20-минутный документальный фильм, представляющий Антона Корбейна, официальный анонс тура, о котором было объявлено на пресс-конференции в Германии летом 2005 года, а также некоторые другие материалы, посвящённые Playing the Angel. Третий диск представляет собой CD с концертными записями песен этого альбома.

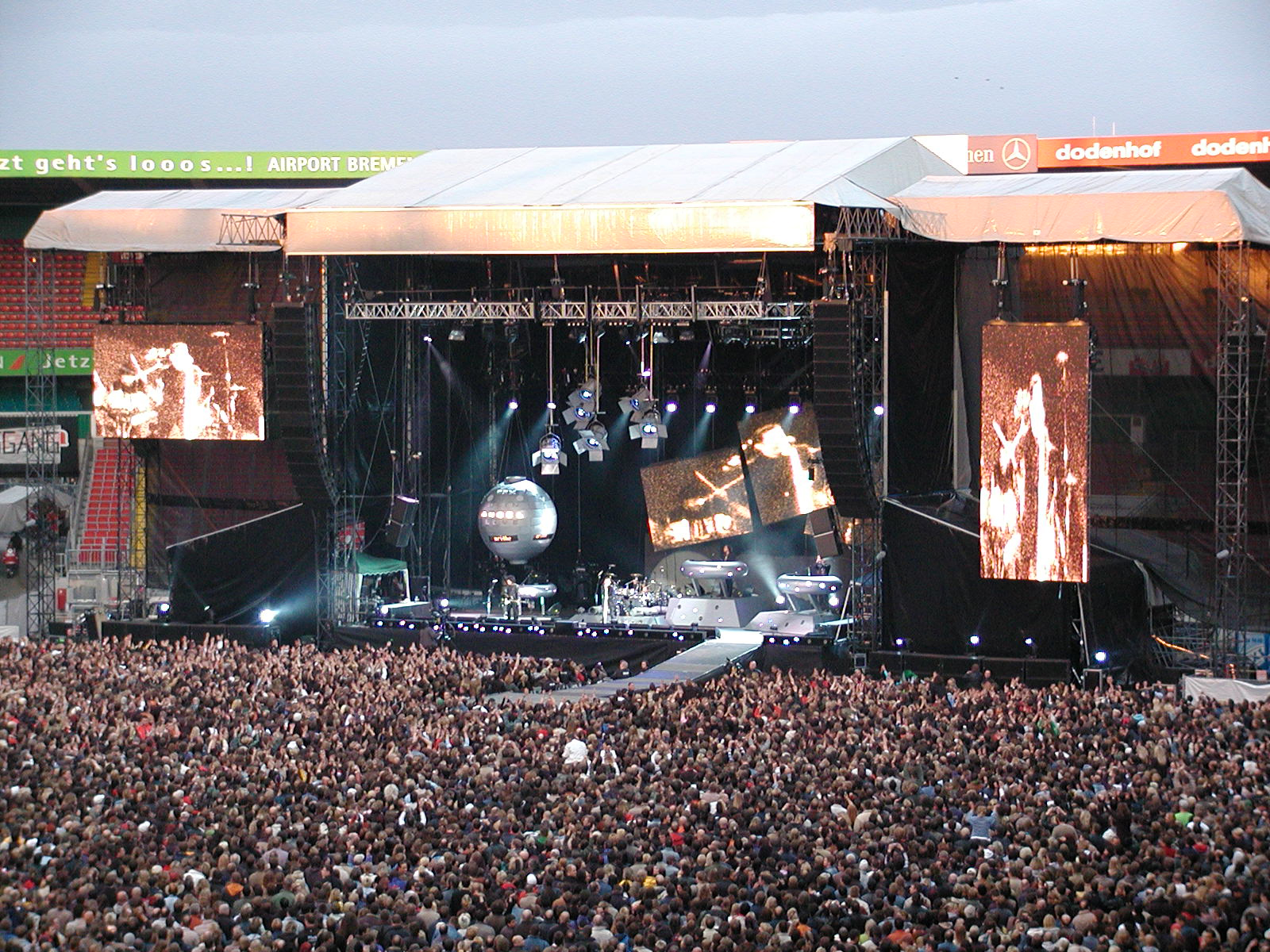
Touring the Angel, концерт в Бремене, июнь 2006

Сборник лучших хитов был выпущен в ноябре 2006 года под названием The Best Of, Volume 1. В компиляцию также вошла новая песня «Martyr», записанная во время сессий Playing the Angel.
2 ноября 2006 года Depeche Mode получили MTV Europe Music Awards в категории «Лучшая группа».
В декабре 2006 года Depeche Mode были номинированы на премию Grammy в категории «Лучшая танцевальная запись» (англ. Best Dance Recording) за сингл «Suffer Well». Это стало их третьей номинацией на премию Grammy. Впервые они были номинированы в 1994 году в категории «Лучшее полнометражное музыкальное видео» (англ. Best Long Form Music Video) за концертное видео Devotional, а второй раз — в категориях «Лучшая танцевальная запись» и «Лучшая ремиксовая запись — не классика» (англ. Best Remixed Recording — Non-Classical), за сингл «I Feel Loved» в 2001 году.
В октябре 2007 года группа была номинирована в разделе «Inter Act» (лучший международный исполнитель) на MTV Europe Music Awards.
В 2007 году вышел второй сольный альбом Дэйва Гаана — Hourglass (рус. Песочные часы).

### 2008—2011:Sounds of the Universe

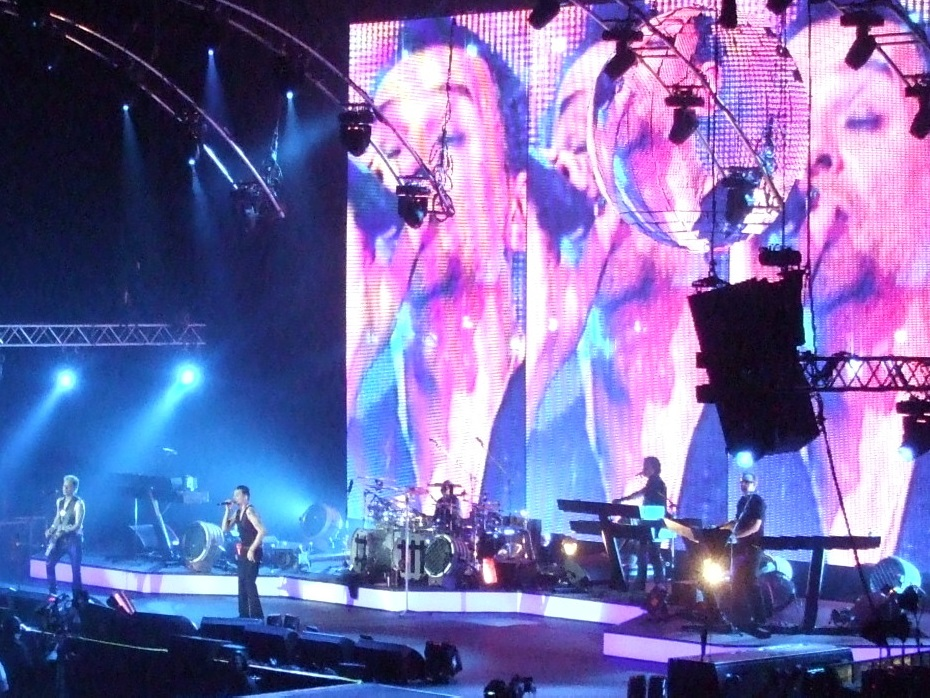
Tour of the Universe, концерт в Лондоне на O_{2} Arena, декабрь 2009

6 октября 2008 года в Берлине на стадионе Olympiastadion прошла пресс-конференция Depeche Mode, на которой они анонсировали своё новое мировое турне, получившее название Tour of the Universe. Билеты на некоторые концерты европейской части турне, которая стартовала 10 мая 2009 г. в Тель-Авиве, поступили в продажу 13 октября 2008 года.
15 января 2009 года на официальном сайте группы был помещён пресс-релиз, посвящённый выходу нового альбома. Альбом Sounds of the Universe был выпущен 20 апреля 2009 года. На этот раз внимание участников группы смещено в сторону аналоговых инструментов. Кроме того, по словам музыкантов, во время работы над новой пластинкой они записали немало дополнительного материала, который представлен в люксовой версии альбома.
Первым синглом с альбома стала композиция «Wrong». Так же как и альбом 2005 года Playing the Angel, Sounds Of The Universe содержит музыкальные произведения как Мартина Гора, так и Дейва Гаана. Релиз стал также воссоединением между группой и саунд-продюсером Беном Хилльером.
21 февраля 2009 года на немецкой ежегодной церемонии вручения музыкальных премий ECHO Awards, Depeche Mode презентовали свою песню «Wrong», которая стала первым синглом с альбома Sounds of the Universe. Сам сингл стал доступен для общественности 6 апреля 2009 года.
4 февраля 2010 года в Санкт-Петербурге и 6 февраля в Москве состоялись концерты группы Depeche Mode в рамках мирового турне Tour of the Universe в поддержку их нового альбома. Завершилось турне 27 февраля того же года в Дюссельдорфе, Германия.
17 февраля 2010 года в Лондоне (Royal Albert Hall), на концерте в поддержку Teenage Cancer Trust (Фонд по борьбе с раком у подростков) свершилось событие, которого поклонники группы ждали 15 лет: во время исполнения Мартином Гором песни «Somebody» ему аккомпанировал Алан Уайлдер, покинувший группу летом 1995 года. На официальном сайте Recoil было сказано, что Уайлдеру позвонил Гаан и пригласил поучаствовать в концерте. Уайлдер с удовольствием согласился. Помимо присутствия Алана Уайлдера на концерте, он запомнился тем, что песни «One Caress» (Songs of Faith and Devotion) и «Home» (Ultra) были сыграны вместе с оркестром, а на фортепиано играл Питер Гордино (англ. Peter Gordeno).
3 марта 2010 на немецкой премии Echo Awards 2010 Depeche Mode победили в номинации «Best International Group — Rock / Pop» (лучшая зарубежная рок/поп-группа). На церемонии присутствовали Дэниел Миллер, Мартин Гор и Энди Флетчер.

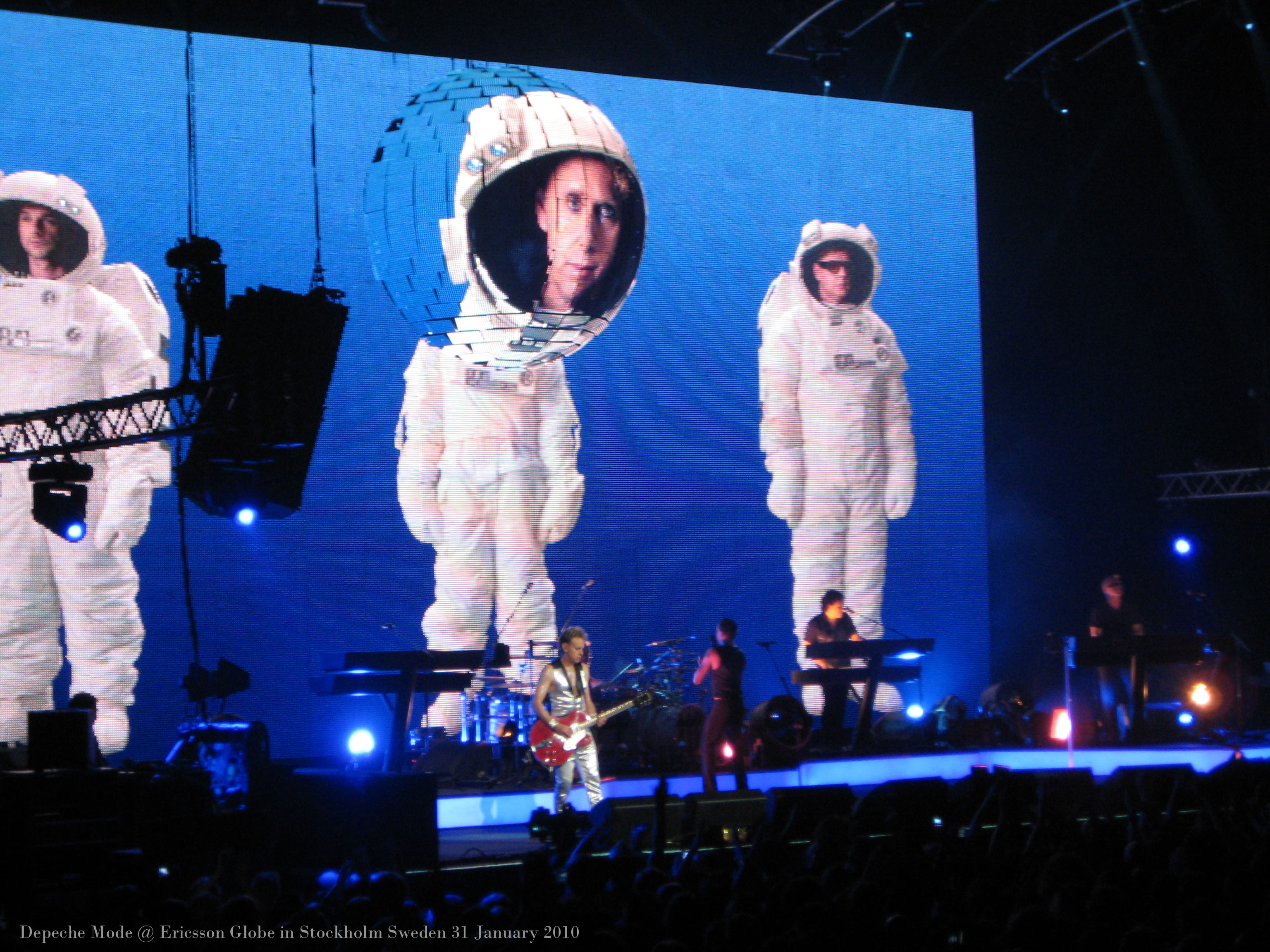
Выступление в Копенгагене, 2010

В 2011 году Depeche Mode выпустили второй сборник ремиксов, над которым работали все участники группы, включая Винса Кларка и Алана Уайлдера, давно покинувшие группу. Сборник получил название Remixes 2: 81–11. Релиз альбома состоялся 6 июня 2011 года. Сборник включает ремиксы, подготовленные Arcade Fire, Yeah Yeah Yeahs, вокалистом The Killers Брэндоном Флауэрсом, Бернардом Самнером из New Order, Ником Роудсом из Duran Duran, Röyksopp и многими другими. Ремикс на песню «Personal Jesus», подготовленный Stargate, вышел в качестве сингла 30 мая 2011 года под названием «Personal Jesus 2011».
Depeche Mode записали кавер на песню «So Cruel» группы U2 для трибьюта AHK-toong BAY-bi Covered в честь 20-летия альбома Achtung Baby. Сборник был издан в декабре 2011 года вместе с выпуском журнала Q.

### 2012—2016:Delta Machine
Во время своего выступления в Италии в ноябре 2011 года Энди Флетчер сообщил, что группа готова приступить к записи 13-го студийного альбома. Позднее, в январе 2012 года Мартин Гор подтвердил, что выход альбома состоится в начале 2013 года и затем группа отправится в новое мировое турне. 2 марта 2012 года Дэйв Гаан заявил, что уже готово 20 демозаписей, а продюсером вновь станет Бен Хилльер. 21 июля 2012 года состоялся совместный концерт Дэйва Гаана с группой Soulsavers, после которого менеджер Depeche Mode Джонатан Кесслер заявил, что релиз тринадцатого студийного альбома состоится в апреле 2013 года. 23 июля 2012 года в интервью Дэйв Гаан объявил о том, что в студию возвращается продюсер Флад для микширования тринадцатого альбома Depeche Mode.
23 октября 2012 года на конференции в Париже была объявлена дата начала тура в поддержку нового альбома Depeche Mode, первое выступление прошло в Тель-Авиве 7 мая 2013 года, а завершилась европейская часть тура 29 июля в Минске, также среди городов заявлены Москва (22 июня 2013, Локомотив) и Санкт-Петербург (24 июня 2013, СКК).
Первый сингл «Heaven» с нового альбома вышел 1 февраля 2013 года. Новый же альбом с названием Delta Machine вышел в Европе 26 марта 2013 года.
25/27 ноября 2013 года, в Берлине было записано концертное видео, которое вышло 17 ноября 2014 года под именем Live in Berlin. В делюкс-версии содержится два DVD, Live in Berlin и Alive in Berlin (первый — запись с концерта, а на втором помимо концерта имеются интервью от всех членов группы о Delta Machine и Delta Machine Tour, а также два бонус-трека), два CD — полная копия концерта в аудиоверсии, буклет и BluRay Audio версия Delta Machine.
В 2015 году Дейв Гаан выпустил совместный альбом с группой Soulsavers, Angels & Ghosts. В том же году Мартин Гор выпустил инструментальный сольный альбом, MG.

### 2016—2020:Spirit
В феврале 2016 года Мартин Гор сообщил, что в апреле 2016 года Depeche Mode вернётся в студию для записи нового альбома. В сентябре 2016 года на странице группы в Facebook появились сообщения с намёком на новый релиз, которым, как впоследствии было подтверждено, стал видеоальбом Video Singles Collection; выпуск сборника состоялся 11 ноября 2016 года.
11 октября 2016 года на пресс-конференции в Милане Depeche Mode объявили название нового альбома — Spirit, сопутствующее ему турне получит название Global Spirit Tour. Выпуск альбома, продюсером которого стал Джеймс Форд, состоялся 17 марта 2017 года, первый концерт запланированного тура состоялся 5 мая этого же года в Стокгольме на стадионе «Френдс Арена». До этого концерта был проведён промотур с концертами в следующих городах мира: Берлин (17 марта), Париж (21 марта), Базель (23 марта) — благотворительный концерт при поддержке Hublot и Charity: Water; Глазго (26 марта) — в рамках фестиваля BBC Radio Music 6 Festival; Голливуд (21 и 26 апреля), Нью-Йорк (24 апреля). Также в программе были заявлены концерты в Москве и Санкт-Петербурге. В Москве концерт прошёл на новом для Depeche Mode стадионе — «Открытие Арена», 15 июля. Концерт в Минске 17 июля был отменён из-за плохого самочувствия Дэйва Гаана. В Киеве концерт состоялся 19 июля на НСК «Олимпийский».
3 февраля 2017 года Depeche Mode опубликовали на официальном сайте сингл «Where’s the Revolution» — первый из альбома Spirit. Вскоре после этого появился и клип на новый сингл, выложенный на YouTube-канале Depeche Mode. Тур Global Spirit Tour официально стартовал 5 мая 2017 года с выступления в Стокгольме, Швеция, на Friends Arena. Первый этап тура охватывал только европейские страны и завершился финальным шоу на стадионе Cluj Arena в Клуж-Напоке, Румынии. Второй этап тура охватил Северную Америку и потом вновь прошёл в Европе. Этап тура по Северной Америке стартовал в Солт-Лейк-Сити, штат Юта, 23 августа, в амфитеатре USANA. Группа оставалась в Северной Америке до 15 ноября, прежде чем отправиться в Дублин, чтобы возобновить европейские гастроли. Группа завершила тур по Европе двумя аншлаговыми концертами 23 и 25 июля 2018 года в Берлине, Германия. В сентябре 2019 года группа объявила, что документальный фильм Spirits in the Forest, который был частично снят во время этих концертов, будет показан в кинотеатрах только один раз 21 ноября 2019 года.
7 ноября 2020 года группа была включена в Зал славы рок-н-ролла.

### 2022 — настоящее: смерть Флетчера иMemento Mori
26 мая 2022 года Depeche Mode объявили, что Энди Флетчер умер в возрасте 60 лет в результате расслоения аорты, находясь дома. Его коллеги по группе Гаан и Гор заявили: «Мы потрясены и наполнены непреодолимой печалью в связи с безвременной кончиной нашего дорогого друга, члена семьи и участника группы Энди „Флетча“ Флетчера». Бывший участник Depeche Mode Алан Уайлдер заявил, что узнать о смерти Флетчера было «настоящей неожиданностью».
Перед смертью Флетча Гаан сказал: «Есть тонна вещей, которые мы сделали с Depeche Mode, и которыми я действительно горжусь. Я думаю, это пришло со временем и возрастом. В прошлом году Мартин выпустил альбом, который мне очень понравился. Я действительно купил копию, потому что иначе было бы неправильно. Я знаю, что он тоже возится в своей студии, так что, думаю, в какой-то момент в следующем году мы соберёмся вместе. Надеюсь, хотя бы для того, чтобы просто поговорить о том, что мы оба считаем возможным сделать».
15 августа 2022 года в социальных сетях Depeche Mode разместили фотографию Гаана и Гора в студии звукозаписи, а в Твиттере они написали: «Находим стабильность в том, что мы знаем и любим, и сосредотачиваемся на том, что придаёт жизни смысл и цель», что, по мнению таких журналов, как NME, было намёком на работу над новым студийным альбомом.
В октябре 2022 года Depeche Mode анонсировали свой новый альбом Memento Mori и тур, который начнётся 23 марта 2023. Они заявили, что начали работу над альбомом во время пандемии COVID-19 в 2020 году. Гаан и Гор сказали, что будут посылать друг другу идеи для песен, например, Дэйв сказал: «Я играл на гитаре и вроде как пел на своем iPhone», а Гор «отправил это обратно своим ангельским голосом». Они также заявили, что будут снова работать с Джеймсом Фордом, а также Мартой Салоньи в качестве продюсеров альбома.
Когда Дэйва Гаана спросили об их отношении к смерти Флетчера, он заявил: «Флетчу бы понравился этот альбом», и он был очень расстроен тем, что не успел услышать ни одного материала. Мартин Гор также пояснил: «Мы начали работу над этим проектом в самом начале пандемии, и его темы были непосредственно вдохновлены тем временем. После смерти Флетча мы решили продолжить работу, поскольку уверены, что он хотел бы именно этого, и это действительно придало проекту дополнительный уровень значимости». Многие предположили, что название было данью уважения Энди, поскольку оно означает «помни, что ты должен умереть».

## Музыкальный стиль и тексты песен
Участники Depeche Mode в разные периоды своей карьеры находились под влиянием творчества Kraftwerk, Дэвида Боуи, The Clash, The Velvet Underground, Roxy Music, Брайана Ино, Sparks, Siouxsie and the Banshees, Cabaret Voltaire, Talking Heads и Игги Попа. Также музыканты черпали вдохновение из блюза и американской гранж-сцены.
Музыка Depeche Mode в основном описывалась как синти-поп, нью-вейв, дарк-вейв электроник-рок, дэнс-рок, пост-панк, альтернативный рок и поп-рок. Группа также экспериментировала с различными другими жанрами на протяжении всей своей карьеры, включая авангард, электронику, поп, соул, техно, индастриал-рок и хеви-метал.
На начальных этапах Depeche Mode позиционировались как синти-поп-коллектив. После ухода Винса Кларка их музыка стала приобретать более мрачную готическую окраску, потому как Мартин Гор взял на себя роль основного автора песен. Тексты стали касаться таких тем, как одиночество, религия, секс и политика. Об этом Мартин Гор говорил: «Я никогда не видел нашу музыку тёмной. Я думаю, что в ней всегда есть лучик надежды».

## Наследие и влияние
Depeche Mode оказали влияние на многих известных современных исполнителей, благодаря своим инновационным технологиям звукозаписи, в частности семплингу. О влиянии творчества группы говорили многие музыканты и артисты, впоследствии получившие мировую известность, например Pet Shop Boys, Хуан Аткинс, The Killers, Linkin Park, Deftones, The Crystal Method, Fear Factory, Scooter, Шакира, Coldplay, Hurts, Muse, Rammstein, A-ha, Arcade Fire, Nine Inch Nails, «Молчат Дома», Леди Гага и Гэри Ньюман. Среди российских исполнителей о Depeche Mode, как об источнике вдохновения, заявлял лидер группы «Телевизор» Михаил Борзыкин.
С точки зрения жанров, наибольшее влияние Depeche Mode оказали на детройт-техно, инди-рок и индастриал-метал; именно в звучании этих стилей были позаимствованы детали творчества коллектива.

## Дискография
Студийные альбомы
- Speak & Spell (1981)
- A Broken Frame (1982)
- Construction Time Again (1983)
- Some Great Reward (1984)
- Black Celebration (1986)
- Music for the Masses (1987)
- Violator (1990)
- Songs of Faith and Devotion (1993)
- Ultra (1997)
- Exciter (2001)
- Playing the Angel (2005)
- Sounds of the Universe (2009)
- Delta Machine (2013)
- Spirit (2017)
- Memento Mori (2023)

## Участники группы

### Текущий состав
- Дэйв Гаан — ведущий вокал (1980 — наши дни)
- Мартин Гор — гитары, клавишные, бэк и ведущий вокал (1980 — наши дни)

### Концертные музыканты
- Кристиан Айгнер — ударные, клавишные (1997 — наши дни)
- Питер Гордено — клавишные, бас-гитара, фортепиано, бэк-вокал (1998 — наши дни)

### Бывшие участники
- Энди Флетчер — клавишные, бас-гитара, иногда бэк-вокал (1980—2022 †)
- Винс Кларк — клавишные, ведущий и бэк-вокал, гитары (1980—1981)
- Алан Уайлдер — клавишные, фортепиано, ударные, бэк-вокал (1982—1995; концертный участник в 1982, 2010)

### Бывшие концертные музыканты
- Хильдия Кэмпбелл — бэк-вокал (1993—1994)
- Саманта Смит — бэк-вокал (1993—1994)
- Дэрил Бамонте — клавишные, семплы (1994)
- Дэйв Клейтон — клавишные, программирование (1996—1997)[147]
- Джанет Кук — бэк-вокал (1998)
- Джордан Бэйли — бэк-вокал (1998, 2001)
- Джорджия Льюис — бэк-вокал (2001)

## Трибьюты
- 1991: I Sometimes Wish I Was Famous: A Swedish Tribute to Depeche Mode — трибьют Depeche Mode в исполнении шведских музыкантов.
- 1998: For the Masses — трибьют Depeche Mode, в котором приняли участие такие известные исполнители, как The Smashing Pumpkins, The Cure, Rammstein, Apollo 440 и многие другие. В трибьюте также хотели принять участие Nine Inch Nails, Marilyn Manson и Foo Fighters, но им помешал слишком плотный график[148]. Альбом попал в чарты США и достиг 20-го места в хит-параде Германии[149].
- 1998: «Депеша для Depeche Mode» — трибьют Depeche Mode в исполнении российских и украинских музыкантов. В записи альбома участвовали Браво, Deadушки, Найк Борзов, Пелагея, DJ Грув и многие другие. Альбом был выпущен в виде двух отдельных компакт-дисков и аудиокассет: «Депеша1» и «Депеша2». Помимо этого вышло и коллекционное издание: двойной компакт, дополненный двумя бонус-треками.
- 2002: Personal Depeche[тарашк.] — трибьют Depeche Mode в исполнении белорусских музыкантов.
- 2003: Color Theory presents Depeche Mode — трибьют Depeche Mode в исполнении Color Theory.